# کرندون لیک (نیوجرسی)
کرندون لیک (به انگلیسی: Crandon Lakes) یک منطقهٔ مسکونی در ایالات متحده آمریکا است که در همپتون، نیوجرسی واقع شده‌است. کرندون لیک ۶٫۹۲۸ کیلومتر مربع مساحت و ۱٬۱۷۸ نفر جمعیت دارد و ۲۶۵ متر بالاتر از سطح دریا واقع شده‌است.